# Shigatsu wa Kimi no Uso
Shigatsu wa kimi no uso (四月は君の嘘, lit. 'L'abril és la teva mentida'), coneguda com La teva mentida a l'abril en el doblatge català de l'anime, és una sèrie manga japonesa escrita i il·lustrada per Naoshi Arakawa. És coneguda internacionalment amb el nom de Your Lie in April. La sèrie es va publicar a la revista Monthly Shōnen Magazine de Kōdansha des del 6 d'abril de 2011 fins al 6 de febrer de 2015, amb un total d'onze volums i 44 capítols. Explica la història d'un jove pianista anomenat Kо̄sei Arima, que perd la capacitat de tocar el piano després de la mort de la seva mare.
L'autor es va inspirar en altres mangues musicals com Beck i Nodame Cantabile. L'estudi A-1 Pictures va adaptar-lo a 22 capítols d'anime a causa del seu èxit, que va ser emès per Fuji TV d'octubre de 2014 al març de 2015. El maig de 2015 es va publicar una OVA. També es va fer una pel·lícula live-action el setembre de 2016.
El 23 de desembre de 2024 l'anime es va estrenar al canal SX3 doblat al català.
El 2013 el manga va guanyar el 37è premi Kodansha Manga Award de la categoria shonen. El juny del 2017 va aconseguir posar 5 milions de còpies del manga en circulació. El manga va rebre crítiques positives, tot i que d'altres van criticar la trama i els personatges i l'obra d'art. D'altra banda, l'anime  va rebre bones crítiques per la seva trama, animació i banda sonora.

## Sinopsi
Kousei Arima era un prodigi del piano i guanyava totes les competicions de piano a les que es presentava, fent que tots els nens músics que competien amb ell coneguessin el seu nom. Però després d'un temps, la seva mare, que era la seva professora, va morir. Ella portava malalta des de feia molt de temps i volia que el Kousei fos pianista per a complir el seu somni, de ser una pianista mundialment coneguda. Des del moment que la seva mare mor, ell no pot continuar tocant el piano perquè pateix un col·lapse mental a la primera actuació que fa quan mor la seva mare i provoca que no escolti el piano que està tocant i el seu sonor es vagi apagant gradualment. A partir d'aquest fet, deixa el piano i la música.
Després de dos anys, la seva vida segueix sense tenir sentit i no pot tocar, però un dia es troba amb una violinista, la Kaori Miyazono. Ella no té por i expressa tots els seus sentiments amb la música que toca.

## Personatges
- Kousei Arima: És un geni al piano. Guanyava totes les competicions de piano i per la seva perfecta tècnica era conegut com a metrònom humà. Però després de la mort de la seva mare, que era la seva professora de piano, a la primera competició que va fer, li va agafar un atac i va deixar d'escoltar el piano. El seu atac va ser un conjunt entre el maltractament psicològic i físic per part de la seva mare i el record de les últimes que li va dir, que li turmenten. La seva vida es torna sense color. Al cap de dos anys es troba amb la Kaori Miyazono, que torna la seva vida alegre i amb colors i ella intenta que torni a tocar.

- Kaori Miyazono: És una violinista amb una personalitat diferent, és molt positiva i energètica. Veu el món amb una visió diferent de la resta, està plena de color i esperança. Té la qualitat d'expressar tots els seus sentiments quan toca el violí, això provoca que rebi moltes crítiques per part del jurat, però que el públic la prefereixi. Coneix a en Kousei quan la Tsubaki els prepara una cita a ella i a en Watari. Des del principi, quan coneix a en Kousei, sempre l'intenta ajudar a superar el seu trauma i que aconsegueixi tornar a tocar com abans i poder escoltar el piano sense problemes. Ella mor el 22 de febrer amb 14 anys, patint d’atàxia de Friedrich.

- Tsubaki Sawabe: És amiga d'en Kousei des de la seva infantesa. Viuen al costat i sempre han tingut una relació estreta. Quan la mare d'en Kousei estava viva i obligava a en Kousei a tocar el piano moltes hores, ella era l'única que aconseguia que en Kousei surtis de casa i jugues com un nen de la seva edat. Però quan va morir la mare d'en Kousei, ella era qui va intentar que tornés a tocar el piano com ho feia abans. És una persona molt oberta, però que li costa entendre els seus propis sentiments.

- Ryota Watari: És amic d'en Kousei des de petits i el capità del club de futbol de l'escola. Per la seva actitud i la seva habilitat pels esports, és molt popular entre les noies, però és un noi en qui pots confiar i pot empatitzar molt bé amb els que estan al seu costat.

- Saki Arima: És la mare d'en Kousei. Era una mare molt estricta perquè volia complir el seu somni de ser una pianista mundialment famosa utilitzant el seu fill. No li deixava que jugues amb els altres nens ni que tingués mascotes i li pegava si s'equivocava en alguna nota de la partitura. A en Kousei se li presenta en forma d'ella amb una cadira de rodes i tubs per respirar o en forma de gat negre amb ulls verds.

- Takeshi Aiza:És un pianista de gran nivell dins dels pianistes de la seva edat. La seva força per continuar i ser el millor, era guanyar a en Kousei que sempre el guanyava quan era un nen. Aquesta determinació el va fer perdre l'oportunitat d'anar a una competició a Europa per a competir amb en Kousei. Té la mateixa edat que en Kousei.

- Emi Igawa: És una pianista molt bona en la seva categoria, però les seves interpretacions no són molt estables perquè fa com la Kaori, es deixa portar per les seves emocions. Per això a vegades guanya les competicions, però altres, no aconsegueix passar les preliminars. Va començar a tocar el piano perquè va veure la primera actuació d'en Kousei i en acabar-la volia aconseguir fer-ho ella també i segons va passant el temps acaba tenint el mateix desig que en Takeshi, guanyar-lo.

## Contingut de l'obra

### Manga
Quan Naoshi Arakawa va voler ser mangaka, va participar en un one-shot al Shōnen Magazine Grand Challenge. Tot i que havia intentat fer un manga musical, li van rebutjar ja que per aquell temps s'estava publicant Nodame Cantabile de la mateixa temàtica. En el seu segon intent de fer una sèrie sobre el mateix tema li van acceptar el projecte. La primera publicació va ser l'abril de 2011 i va finalitzar el febrer de 2015 amb un total de 44 capítols i 11 volums recopilatoris. Cal destacar que aquest manga va guanyar el premi en la categoria "Millor manga shōnen" als 37ns premis Kodansha Manga Award. A més a més, va estar nominat a la 5a edició dels premis Manga Taishō.

#### Volums
| - Capítol 01 Monòton (モノトーン, «Monotōn») - Capítol 02 Amor de violinista (ヴァイオリニストの愛, «Vaiorinisuto no Ai») - Capítol 03 Gat negre (黒猫, «Kuroneko») - Capítol 04 Acolorit (カラフル, «Karafuru») |

| - Capítol 05 Mar fosca (暗い海, «Kurai Umi») - Capítol 06 La figura darrere meu (後ろ姿, «Ushiro sugata») - Capítol 07 Alta probabilitat de mal temps (曇天模様, «Donten Moyō») - Capítol 08 Superfície de l'aigua (水面, «Minamo») |

| - Capítol 09 Radiocasset i la lluna (ラジカセと月, «Rajikase to Tsuki») - Capítol 10 El camí cap a casa (帰り道, «Kaerimichi») - Capítol 11 El xiuxiueig de les ombres (カゲささやく, «Kage Sasayaku») - Capítol 12 Miratge (蜃気楼, «Shinkirō») |

| - Capítol 13 Onatge (うねる, «Uneru») - Capítol 14 Vermell i groc (赤と黄色, «Aka to Kiiro») - Capítol 15 Ressonància (共鳴, «Kyōmei») - Capítol 16 Ei, escolta'm, mare (ねえ、ママきいてよ, «Nē, Mama Kīte Yo») |

| - Capítol 17 Condemnat (墜ちる, «Ochiru») - Capítol 18 El paisatge en què tu hi eres (君といた景色, «Kimi to ita Keshiki») - Capítol 19 El camí de les vies del tren (線路沿いの道, «Senro-zoi no Michi») - Capítol 20 Sota el pont (橋の下, «Hashi no Shita») |

| - Capítol 21 Poma de carmel (りんご飴, «Ringo Ame») - Capítol 22 «Twinkle, Twinkle Little Star» (トゥインクルリトルスタ, «Tuinkuru Ritoru Suta») - Capítol 23 Estímul (つき動かす, «Tsuki Ugokasu») - Capítol 24 Llum que brilla (射す光, «Sasu Hikari») |

| - Capítol 25 Connexió (つながる, «Tsunagaru») - Capítol 26 Cadena (連鎖, «Rensa») - Capítol 27 Siluetes que coincideixen (車なる輪郭, «Kuruma naru Rinkaku») - Capítol 28 Petjades (足跡, «Ashiato») |

| - Capítol 29 Mentider (うそつき, «Usotsuki») - Capítol 30 Intrús (闖入者, «Chin'yūsha») - Capítol 31 Ho faràs (君でいいや, «Kimi de ī ya») - Capítol 32 Persones semblants (似た者同士, «Nitamono Dōshi») |

| - Capítol 33 Crepuscle (トワイライト, «Towairaito») - Capítol 34 Mirant cap a l'abisme (深淵をのぞく者, «Shin'en o Nozoku Mono») - Capítol 35 Unió de cors (心重ねる, «Kokoro Kasaneru») - Capítol 36 Cop de puny (パンチ, «Panchi») |

| - Capítol 37 Promesa (約束, «Yakusoku») - Capítol 38 Adéu, heroi (さよならヒーロー, «Sayonara Hīrō») - Capítol 39 Pluja imaginària (雨やどり, «Amayadori») - Capítol 40 Mà i mà (手と手, «Te to Te») |

| - Capítol 41 Neu (雪, «Yuki») - Capítol 42 Un altre cop (アゲイン, «Agein») - Capítol 43 Balada (バラード, «Barādo») - Capítol 44 Brisa de primavera (春風, «Harukaze») |

### Anime
L'anime de La teva mentida a l'abril, que va produir A-1 Pictures, es va emetre del 10 d'octubre de 2014 al 20 de març de 2015 al bloc Noitamina de Fuji TV. La primera careta inicial és "Hikaru Nara" (光るなら, lit. ‘Si brilles’) de Goose House i el primer tema final és "Kirameki" (キラメキ, lit. ‘Resplendor’) de Wacci, tots dos emesos de l'episodi 1 a l'11. La segona careta inicial és "Nanairo Symphony" (七色シンフォニー, Nanairo Shinfonī, lit. ‘Simfonia de set colors’) de Coalamode i el segon tema final és "Orange" (オレンジ, Orenji, lit. ‘Taronja’), emesos de l'episodi 7 al 22. Kyōhei Ishiguro va dirigir la sèrie, Takao Yoshioka va escriure'n els guions, Yukiko Aikei en va dissenyar els personatges i Masaru Yokoyama en va compondre la banda sonora. L'edició limitada de l'onzè venia amb una OVA, titulada "Moments". La majoria de personal i repartiment de la sèrie van repetir els papers a l'OVA,[50] que narra la infància d'en Takeshi i l'Emi i la seva rivalitat amb en Kōsei.

El 5 de desembre de 2024, amb motiu del Saló del Manga, el SX3 va anunciar per Twitter que l'anime arribaria doblat en català i que s'estrenaria al canal el 23 de desembre del mateix any.
| Núm. | Títol                                                               | Data d'emissió original | Data d'emissió en català |
| --- | ------------------------------------------------------------------- | ----------------------- | ------------------------ |
| 1 | Monocrom / A color Monotōn/Karafuru (モノトーン / カラフル)         | 9 d'octubre de 2014     | 23 de desembre de 2024   |
| El prodigiós pianista Kosei Arima és incapaç de tocar el piano des de la mort de la seva mare. Dos anys més tard, coneix una violinista que es diu Kaori Miyazono, que està enamorada del seu amic Ryota.                                                              |                                                                     |                         |                          |
| 2 | Amic extra Yūjin A (友人A)                                          | 16 d'octubre de 2014    | 23 de desembre de 2024   |
| La Kaori participa en una competició de violinistes. Toca de manera del tot diferent a la resta, sense seguir la partitura al peu de la lletra. Quan acaba, es llança als braços d'en Ryota, la qual cosa provoca que en Kosei se senti com "l'amic extra".            |                                                                     |                         |                          |
| 3 | El cor de la primavera Haru no Naka (春の中)                        | 13 d'octubre de 2014    | 24 de desembre de 2024   |
| En Kosei es troba la Kaori al carrer i decideixen anar a una cafeteria. Allà, davant de la insistència de la Kaori, toca el piano però no pot sentir el so de les tecles. Ella li proposa que toqui l'acompanyament a la seva pròxima competició.                      |                                                                     |                         |                          |
| 4 | A volar Tabidachi (旅立ち)                                          | 30 d'octubre de 2014    | 24 de desembre de 2024   |
| En Kosei i la Kaori toquen a les preliminars. La Kaori s'entrega en cos i ànima a la música. En Kosei, com més es concentra en la música, més disminueix la seva capacitat de sentir les tecles, i tots dos acaben parant de tocar.                                    |                                                                     |                         |                          |
| 5 | Núvols al cel Donten Moyō (どんてんもよう)                          | 6 de novembre de 2014   | 25 de desembre de 2024   |
| A en Kosei i la Kaori els desqualifiquen de la competició i, després de l'actuació, ella acaba a l'hospital. La Kaori no li retreu res a en Kosei, al contrari, l'anima a participar en una competició de piano.                                                       |                                                                     |                         |                          |
| 6 | El camí de tornada Kaerimichi (帰り道)                              | 13 de novembre de 2014  | 25 de desembre de 2024   |
| La Kaori inscriu en Kosei a una competició i ell comença a assajar amb el piano cada dia. La Tsubaki se sent exclosa davant de l'apropament entre en Kosei i la Kaori, però quan es lesiona després d'un partit, el seu amic li dona tot el suport.                    |                                                                     |                         |                          |
| 7 | Murmuris entre les ombres Kage Sasayaku (カゲささやく)              | 20 de novembre de 2014  | 26 de desembre de 2024   |
| En Kosei es desmaia a classe d'Educació Física i se l'enduen a infermeria, on el visita la Kaori. Arriba el dia de la competició i en Kosei es retroba amb dos rivals del passat, l'Emi i en Takeshi. A més, té por de no ser capaç de tocar.                          |                                                                     |                         |                          |
| 8 | Sona! Hibike (響け)                                                 | 27 de novembre de 2014  | 26 de desembre de 2024   |
| Durant els dos últims anys, en Takeshi ha estat assajant molt i aspirant per arribar al cim. L'Emi va perdre la motivació després que en Kosei desaparegués, però la recupera quan el veu a la competició.                                                             |                                                                     |                         |                          |
| 9 | Simpatia Kyōmei (共鳴)                                              | 4 de desembre de 2014   | 27 de desembre de 2024   |
| Quan baixa de l'escenari, l'Emi es dirigeix cap a en Kosei però es queda sense paraules i no és capaç de dir-li res. Arriba el moment de l'actuació d'en Kosei, que s'haurà d'enfrontar als fantasmes del passat.                                                      |                                                                     |                         |                          |
| 10 | El paisatge que vam veure junts Kimi to Ita Keshiki (君といた景色)  | 11 de desembre de 2014  | 27 de desembre de 2024   |
| En Kosei comença l'actuació. Al principi, tot va bé però, com els altres cops, comença a deixar de sentir el so del seu piano. El públic comença a murmurar i els amics el miren preocupats.                                                                           |                                                                     |                         |                          |
| 11 | La llum de la vida Inochi no Akari (命の灯)                         | 18 de desembre de 2014  | 30 de desembre de 2024   |
| Després de l'actuació, en Kosei es retroba amb la Hiroko Seto, una distingida pianista i amiga de la seva difunta mare. Es publiquen els resultats del concurs i la Kaori rep una invitació per actuar a la gala musical de Towa.                                      |                                                                     |                         |                          |
| 12 | Brilla, estel petit Tuinkuru Ritorusutā (トゥインクル リトルスター) | 8 de gener de 2015      | 30 de desembre de 2024   |
| La Kaori i en Kosei es preparen per la gala musical de Towa, però quan arriba el moment de pujar a l'escenari, la Kaori encara no ha arribat. En Kosei no té més remei que començar l'actuació sense ella.                                                             |                                                                     |                         |                          |
| 13 | Pena d'amor Ai no Kanashimi (愛の悲しみ)                            | 15 de gener de 2015     | 31 de desembre de 2024   |
| En Kosei ha de tocar a la gala musical sense la Kaori, i s'esforça molt per demostrar les seves grans habilitats com a pianista durant tota l'actuació mentre es torna a enfrontar els records del passat.                                                             |                                                                     |                         |                          |
| 14 | Petjades Ashiato (足跡)                                             | 2 de gener de 2015      | 31 de desembre de 2024   |
| La Kaori no va anar a la gala musical perquè és a l'hospital, i en Kosei, la Tsubaki i en Ryota decideixen visitar-la. La Tsubaki intenta aclarir-se els sentiments i en Kosei pren una decisió important sobre el futur.                                              |                                                                     |                         |                          |
| 15 | Mentider Usotsuki (うそつき)                                        | 29 de gener de 2015     | 1 de gener de 2025       |
| La Tsubaki se sent frustrada quan veu que la vida dels seus amics avança i que la seva ha quedat estancada, i decideix recuperar el temps perdut. La Hiroko coneix la Nagi, una jove amb un gran talent musical.                                                       |                                                                     |                         |                          |
| 16 | Com dues gotes d'aigua Nitamo no Dōshi (そ似たもの同士)             | 5 de febrer de 2015     | 1 de gener de 2025       |
| La Nagi es converteix en la primera estudiant de piano d'en Kosei sota l'atenta mirada de la Hiroko, que coneix les intencions ocultes de la noia. La Kaori ja no pot ocultar-li a en Kosei que el seu estat de salut cada cop està més deteriorat.                    |                                                                     |                         |                          |
| 17 | Crepuscle Towairaito (トワイライト)                                 | 12 de febrer de 2015    | 2 de gener de 2025       |
| En Kosei va a l'hospital a visitar la Kaori, i la Nagi continua aprenent de la Hiroko i en Kosei. S'apropa el festival de l'institut de la Nagi, i ella i en Kosei comencen a preparar una actuació conjunta. La noia està nerviosa, però la Hiroko la tranquil·litza. |                                                                     |                         |                          |
| 18 | Cors units Kokoro Kasaneru (心重ねる)                               | 19 de febrer de 2015    | 2 de gener de 2025       |
| El públic queda impressionat davant de la increïble actuació d'en Kosei i la Nagi. En Takeshi li ofereix a en Kosei la oportunitat de competir contra ell en una altra competició de piano, i en Kosei li demana a la Kaori que torni a tocar amb ell.                 |                                                                     |                         |                          |
| 19 | Adéu, heroi estimat Sayonara Hīrō (さよならヒーロー)                | 26 de febrer de 2015    | 3 de gener de 2025       |
| La Kaori decideix sotmetre's a una operació quirúrgica arriscada perquè vol tornar a tocar amb en Kosei i tornar a pujar a un escenari. Mentrestant, el Kosei comença a assajar per la pròxima competició musical.                                                     |                                                                     |                         |                          |
| 20 | Mà a mà Te to Te (手と手)                                           | 5 de març de 2015       | 3 de gener de 2025       |
| La Kaori pressiona en Kosei perquè continuï assajant més i més. La Tsubaki, enamorada d'en Kosei, continua estudiant per als exàmens i per tirar endavant. La salut de la Kaori empitjora i l'han de traslladar a l'UCI.                                               |                                                                     |                         |                          |
| 21 | Neu Yuki (雪)                                                       | 12 de març de 2015      | 6 de gener de 2025       |
| En Kosei no està bé anímicament després de veure com es deteriora la salut de la Kaori. La visita a l'hospital i li confessa que ha deixat de tocar. Per fi, arriba el dia de la competició i de la temuda cirurgia.                                                   |                                                                     |                         |                          |
| 22 | Brisa de primavera Harukaze (春風)                                  | 19 de març de 2015      | 6 de gener de 2025       |
| Mentre en Kosei toca a la competició, a la Kaori l'operen a vida o mort. Ell toca una peça de Chopin i hi posa molta emoció. Més tard, rep una carta on ella li declara els seus sentiments.                                                                           |                                                                     |                         |                          |
| OVA | Moments (Moments)                                                   | 15 de maig de 2015      | No emès                  |